# Nightlife (씬 리지의 음반)
| 전문가 평가                      | 전문가 평가 |
| 평가 점수                        | 평가 점수   |
| 출처                             | 점수        |
| -------------------------------- | ----------- |
| AllMusic                         | [ 2 ]       |
| Collector's Guide to Heavy Metal | 7/10        |

《Nightlife》는 아일랜드의 하드 록 밴드 씬 리지의 네 번째 스튜디오 음반이다. 이 음반은 론 네비슨과 밴드 리더 필 라이넛이 프로듀싱을 맡았으며, 신인 스콧 고럼과 브라이언 로버트슨이 기타로 4중주로 참여한 첫 번째 음반이다.
어떤 사람들은 CD를 재발매하기도 하고, 때때로 다른 소스들도 음반 제목을 노래 제목과 같은 《Night Life》로 표기하기도 한다. 하지만 오리지널 음반 제목은 《Nightlife》이다.
〈Philomena〉는 라이넛의 어머니를 위해 작곡되었다.

## 커버 아트
짐 피츠패트릭이 디자인한 음반 커버는 도시 장면에서 흑표범처럼 생긴 생물을 보여준다. 이 흑표범은 종종 라이넛을 대표하기 위한 것으로 생각되지만 피츠패트릭은 이 흑표범이 흑표당과 맬컴 엑스, 마틴 루터 킹 주니어 같은 아프리카계 미국인 정치인들을 지칭했다는 것을 확인했다.

## 곡 목록
모든 곡들은 특별한 언급이 없는 한 필 라이넛에 의해 작사/작곡하였다.
| #  | 제목                       | 작사·작곡         | 재생 시간 |
| -- | -------------------------- | ----------------- | --------- |
| 1. | 〈She Knows〉              | 스콧 고럼, 라이넛 | 5:13      |
| 2. | 〈Night Life〉             |                   | 3:57      |
| 3. | 〈It's Only Money〉        |                   | 2:47      |
| 4. | 〈Still in Love with You〉 |                   | 5:40      |
| 5. | 〈Frankie Carroll〉        |                   | 2:02      |

| #   | 제목           | 작사·작곡               | 재생 시간 |
| --- | -------------- | ----------------------- | --------- |
| 6.  | 〈Showdown〉   |                         | 4:32      |
| 7.  | 〈Banshee〉    |                         | 1:27      |
| 8.  | 〈Philomena〉  |                         | 3:41      |
| 9.  | 〈Sha La La〉  | 브라이언 다우니, 라이넛 | 3:27      |
| 10. | 〈Dear Heart〉 |                         | 4:35      |